# دوري كرة القدم الإسكتلندي
كان الدوري الاسكتلندي لكرة القدم SFL دوريًا يضم أندية كرة قدم احترافية وشبه احترافية معظمها من اسكتلندا.(1) منذ تأسيسه في عام 1890 حتى تم تشكيل الدوري الاسكتلندي الممتاز الانفصالي (SPL) في عام 1998، مثل دوري كرة القدم الاسكتلندي المستوى الأعلى لكرة القدم في اسكتلندا. بعد عام 1998، مثل دوري كرة القدم الاسكتلندي المستويات 2 إلى 4 من نظام الدوري الاسكتلندي لكرة القدم. في يونيو 2013، اندمج دوري كرة القدم الاسكتلندي مع الدوري الاسكتلندي الممتاز لتشكيل الدوري الاسكتلندي للمحترفين لكرة القدم.

## التاريخ

### تشكيل الدوري
بدأت كرة القدم المنظمة في اسكتلندا عام 1873 بتشكيل اتحاد كرة القدم الاسكتلندي. خلال الخمسة عشر عامًا اللاحقة، لعبت الأندية مباريات ودية وكأس اسكتلندا وكأس محلي (على سبيل المثال كأس غلاسكو أو شرق اسكتلندا). تم تشكيل دوري كرة القدم، الذي احتوى في البداية على أندية من شمال غرب ووسط إنجلترا، عام 1888. تم ذلك رداً على احتراف كرة القدم في إنجلترا عام 1885، مع النظام المنتظم في تركيبات الدوري الذي يحل محل الترتيب العشوائي للمباريات الودية. انتقل العديد من اللاعبين الاسكتلنديين، المعروفين باسم الأساتذة الاسكتلنديين، إلى أندية الدوري الإنجليزي للحصول على رواتب أعلى نسبيًا.
دفع هذا الأندية الاسكتلندية إلى التفكير في تشكيل دوريها الخاص. في مارس 1890، كتب سكرتير رينتون إلى ثلاثة عشر ناديًا آخر يدعوهم لمناقشة تنظيم الدوري. قبلت جميع الأندية الدعوة، باستثناء نادي كوينز بارك ونادي كلايد. عارض نادي الهواة كوينز بارك، الذي كان أقدم نادٍ منظم في اسكتلندا ولعب دورًا رئيسيًا في تطوير كرة القدم، عارض الدوري لأنه سيؤدي إلى الاحتراف ويقضي على العديد من الأندية الأصغر. كانت هذه المخاوف مثبتة، حيث كان ستة من الأعضاء المؤسسين سيغادرون الدوري قبل عام 1900.
افتتح دوري كرة القدم الاسكتلندي في 30 أبريل 1890. بدأ الموسم الأول من المنافسة، 1890-1891، بـ 11 ناديًا لأنه لم يتم انتخاب نادي سانت برنارد. كانت الأندية الإحدى عشرة الأصلية في العضوية هي أبركورن وكامبوسلانغ وسلتيك وكاولارز ودمبارتون وهارت أوف ميدلوثيان ورينجرز ورينتون وسانت ميرين وثيرد لانارك وفالي أوف ليفين. طُرد نادي رينتون بعد خمس مباريات من موسم 1890-1891 بسبب اللعب ضد سانت برنارد، الذي أدين بتهمة الاحتراف المخفي. رفع رينتون دعوى ضد اتحاد الكرة الاسكتلندي في المحكمة وفاز، مما يعني أنه استعاد عضويته لدى الاتحاد والدوري.
في موسم 1890-1891، كان رينجرز ودمبارتون في صدارة الدوري برصيد 29 نقطة. تعادل الفريقان 2-2 في مباراة فاصلة، ولكن لم يتم إعطاء أي فكر آخر لفصل فرق من طريقة أخرى ويشاركه البطولة. تم تقديم متوسط الأهداف لموسم 1921-1922 واستبدله بفارق الأهداف لموسم 1971-1972.

## الدوري الاسكتلندي الحادي عشر لكرة القدم
كان الدوري الاسكتلندي هو الهيئة المنظمة للدوري الاسكتلندي الحادي عشر لكرة القدم، وهو فريق مختار يمثل الدوري الاسكتلندي في المباريات ضد الدوريات الأخرى، بما في ذلك دوري كرة القدم الإنجليزية والدوري الأيرلندي والدوري الإيطالي. بدأت هذه المباريات عام 1892، بعد وقت قصير من تأسيس الدوري الاسكتلندي. قبل الحرب العالمية الثانية، لفترة طويلة كانت المباراة السنوية بين الدوري الإنجليزي والإسكتلندي في المرتبة الثانية فقط في المباريات بين الفريقين الوطنيين. تراجعت أهمية المباراة بعد إقامة بطولة أوروبية منتظمة في الخمسينات؛ لعبت المباريات في الستينات والسبعينات بشكل غير منتظم وحضور سيئ. لعبت آخر مباراة بين الدوري في عام 1980، بينما تم اختيار الدوري الاسكتلندي الحادي عشر لكرة القدم في عام 1990 لمباراة ضد اسكتلندا، للاحتفال بالذكرى المئوية لاتحاد كرة القدم.